# PSP Swiss Property
PSP Swiss Property ist eine der grössten Immobiliengesellschaften der Schweiz. Das Unternehmen besitzt rund 160 Büro- und Geschäftshäuser sowie mehrere Entwicklungsareale und Einzelprojekte. Die Liegenschaften befinden sich mehrheitlich in den Wirtschaftszentren von Zürich, Genf, Basel, Bern und Lausanne. Die Hauptnutzungsarten der Immobilien sind Büros und Ladengeschäfte. 
Der Gesamtwert des Portfolios liegt bei 7 Mrd., die jährlichen Mieterträge bei 280 Mio. Franken. Das Unternehmen beschäftigt 90 Mitarbeiter in Zürich, Genf und Olten sowie am Holdingsitz in Zug.
PSP Swiss Property wurde 1999 vom Versicherungskonzern Zurich gegründet und im Rahmen eines Initial Public Offering (IPO) im März 2000 an der Schweizer Börse (SIX Swiss Exchange) kotiert. Seither fokussiert das Unternehmen als «Pure Play»-Immobiliengesellschaft ausschliesslich auf Schweizer Geschäftsliegenschaften. PSP Swiss Property verfolgt eine konservative Finanzierungspolitik mit einer Eigenkapitalquote von über 50 % und einer entsprechend geringen Fremdverschuldung.